# Hypothyris tigrina
Hypothyris tigrina är en fjärilsart som beskrevs av Druce 1876. Hypothyris tigrina ingår i släktet Hypothyris och familjen praktfjärilar. Inga underarter finns listade i Catalogue of Life.